# Отто Ранк
Отто Ранк (нім. Otto Rank, справжнє прізвище Розенфе́льд, 22 квітня 1884, Відень — 31 жовтня 1939, Нью-Йорк) — австрійський психоаналітик, один з найближчих учнів і послідовників Зигмунда Фрейда. Займався теорією сновидінь, співвідносячи матеріал сновидінь з міфологією і художньою творчістю. Найбільш відома його монографія «Травма народження та її значення для психоаналізу», в якій він вказує, що вигнання плода з материнського лона є «основною травмою», яка визначає розвиток неврозів, і що кожній людині властиво підсвідоме прагнення повернутися в материнське лоно. Фрейд не поділяв цієї концепції.

## Життєпис

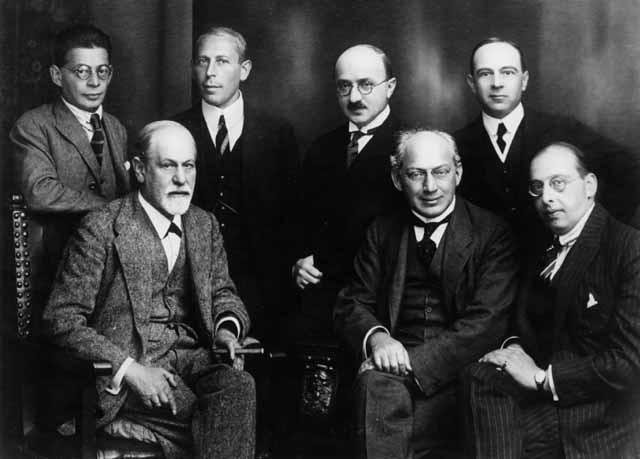
Фрейд(зліва) та інші психоаналітики, в тому числі Отто Ранк(зліва зверху), 1922

Отто Ранк народився 22 квітня 1884 року у Відні в бідній єврейській родині молодшим з двох синів. Батько направляв його на освіту, вважаючи, що юний Отто повинен був стати інженером-машинобудівником. Закінчивши ремісниче училище, Ранк працював в майстерні. В цей час він самостійно вивчав психологію, закінчив Віденську школу мистецтв, проявляючи особливу цікавість до міфології та літератури. Взяв собі прізвище доктора Ранка з п'єси Г. Ібсена «Ляльковий дім». Захоплювався працями Шопенгауера, Ніцше і ранніми працями Фрейда.
У 1905 році Ранк показав Фрейду свою роботу про роль художника в еволюції культури, яку той високо оцінив. Його книга «Художник» (1907) згодом була розширена і перероблена, отримавши назву «Мистецтво і художник» (1932). У роботі «Мистецтво і художник» Ранк підбив підсумок своїм дослідженням ролі творчості у розвитку людини, якими займався все життя.
У 1913 році Ранк захистив докторську дисертацію у Віденському університеті. А з 1912 по 1924 роки був редактором перших психоаналітичних журналів «Імаго» і «Міжнародний психоаналітичний журнал».
Не маючи медичної освіти, Ранк став працювати психоаналітиком. Він приймав пацієнтів, влаштувавши кабінет в тому ж будинку, де жив сам. Протягом ряду років він займався дослідницькою діяльністю, відав управлінськими і фінансовими справами психоаналітичної спільноти, надавав Фрейду допомогу в організаційних питаннях, був віце-президентом Віденського психоаналітичного співтовариства.
Перша велика робота Ранка в області психоаналізу «Травма народження» була опублікована в 1924 році. Незважаючи на те, що робота була присвячена Фрейду, вона викликала звинувачення у відході від фрейдівських принципів. У цій роботі автор вказує, що вигнання плоду з материнського лона є «основною травмою», що визначає розвиток неврозів, і що кожній людині властиво підсвідоме прагнення повернутися в материнське лоно. Фрейд не поділяв цієї концепції.
У 1924 році Ранк, на запрошення президента Нью-Йоркського психоаналітичного суспільства, зробив поїздку в США, де розповідав про свої методи і роботи американським психоаналітикам. Повернувшись до Відня, він пішов з посади головного редактора психоаналітичного журналу, а в 1929 році подав у відставку.
У цей же період він працював над своєю тритомною працею «Техніка психоаналізу» (1926—1931), яка була присвячена викладу власного психотерапевтичного методу. Ранк вважав опір пацієнта лікуванню позитивним фактором і використовував в терапії пригнічені творчі здібності невротика. Тоді ж вийшло ще декілька його книг «Основи генетичної психології» (1928), «Психологія і віра в існування душі» (1930) та інші.
У 1935 році Отто переїхав до США, де займався викладацькою і терапевтичною діяльністю, що супроводжувалася народженням нових психоаналітичних ідей.
Отто Ранк помер 31 жовтня 1939 року в Нью-Йорку в результаті алергічної реакції на ліки, які він використовував при лікуванні інфекції горла.